# 1951年至1952年香港甲組足球聯賽
1951–52年香港甲組足球聯賽（英語：Hong Kong First Division Football League），是第 41 屆香港甲組足球聯賽，本屆聯賽共有 13 隊參賽球隊，冠軍是南華，他們以 24 場 18 勝 3 和 3 合共取得 39 分。南華隊第 12 次贏得港甲冠軍。

## 外部連結
- 香港足球總會官網（页面存档备份，存于）
- 香港甲組足球聯賽 歷屆冠軍（页面存档备份，存于）